# Urinatrema hirudinaceum
Urinatrema hirudinaceum är en plattmaskart. Urinatrema hirudinaceum ingår i släktet Urinatrema och familjen Steganodermatidae. Inga underarter finns listade i Catalogue of Life.